# Сергеевы (деревня)
Сергеевы — деревня в Оричевском районе Кировской области в составе Спас-Талицкого сельского поселения.

## География
Расположена у юго-восточной окраины райцентра поселка Оричи.

## История
Известна с 1802 года как починок Петра Сергеева с 7 дворами. В 1873 году здесь (починок Петра Сергеева или Сергеевы) дворов 20 и жителей 101, в 1905 21 и 142, в 1926 (деревня Сергеевы или Петр Сергеев) 26 и 125, в 1950 25 и 129, в 1989 оставалось 10 постоянных жителей. Настоящее название утвердилось с 1939 года.  

## Население
Постоянное население составляло 4 человека (русские 100%) в 2002 году, 8 в 2010.